# Lista de canções gravadas por Porter Robinson

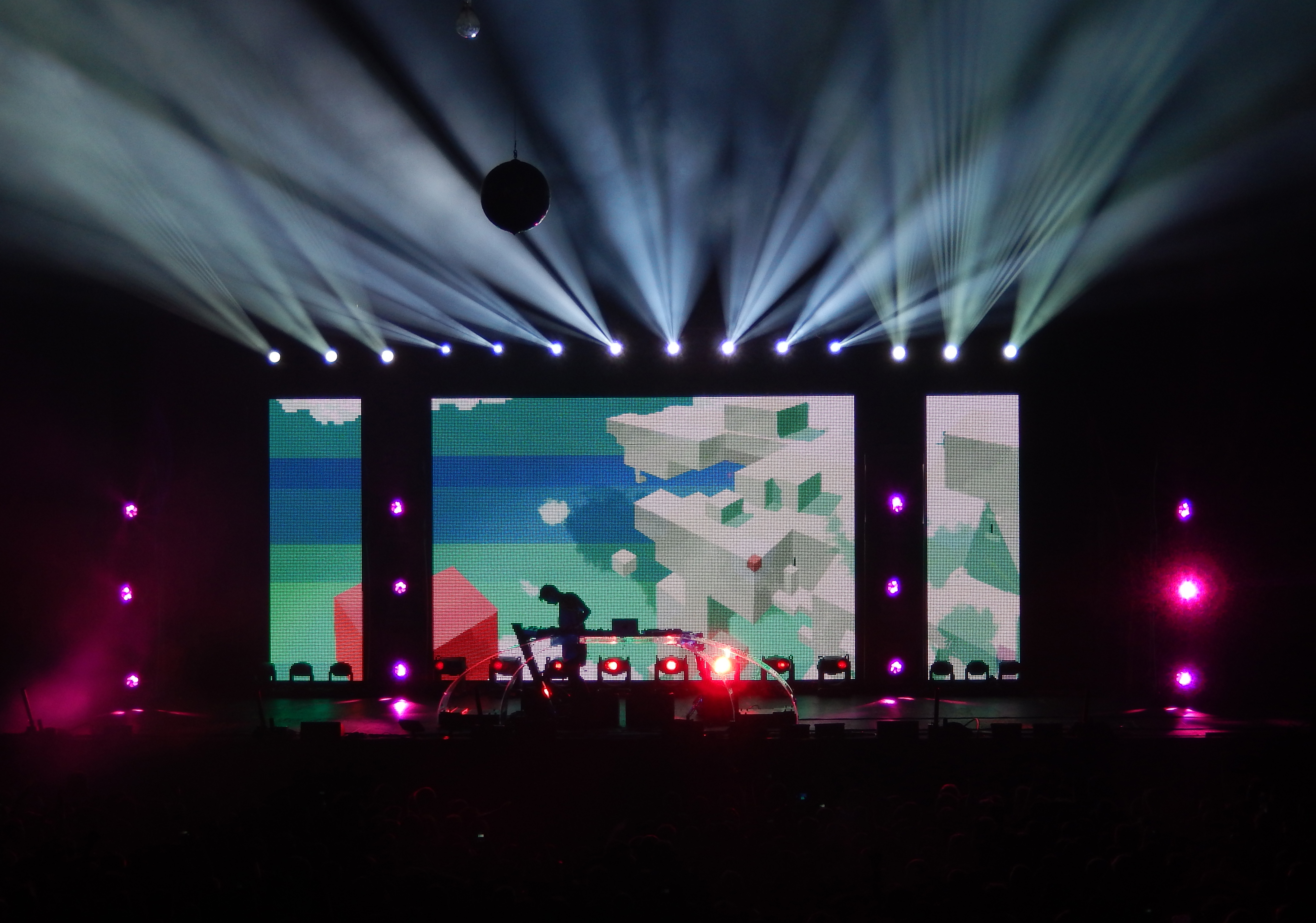
Porter Robinson em 2014

Esta é a lista de canções gravadas por Porter Robinson, um músico e produtor musical estadunidense de música eletrônica. Após lançar os singles sem álbum "Say My Name", "Hello" e "The Wildcat", ele lançou o extended play Spitfire em 2011, através da OWSLA, contendo seis faixas originais. Em 2012, Robinson lançou "Language", seguido por "Easy", com Mat Zo, no ano seguinte. Em 2014, Robinson lançou seu primeiro álbum de estúdio, Worlds, através da Astralwerks, exibindo uma drástica mudança de estilo. O álbum contém doze faixas, sendo quatro singles: "Sea of Voices", "Sad Machine", "Lionhearted" e "Flicker".
Após um hiato de dois anos, em 2016, o artista voltou com o single "Shelter", com Madeon. No ano seguinte, ele utilizou pela primeira vez o pseudônimo Virtual Self, lançando um EP homônimo contendo cinco faixas, sendo dois singles: "Eon Break" e "Ghost Voices"; este último foi indicado ao Grammy Award para melhor gravação de dance em 2019. Em 2021, Robinson lançou seu segundo álbum de estúdio, Nurture, através da Mom + Pop, com quinze faixas (incluindo uma canção bônus) e seis singles: "Get Your Wish", "Something Comforting", "Mirror", "Look at the Sky", "Musician" e "Unfold".

## Canções

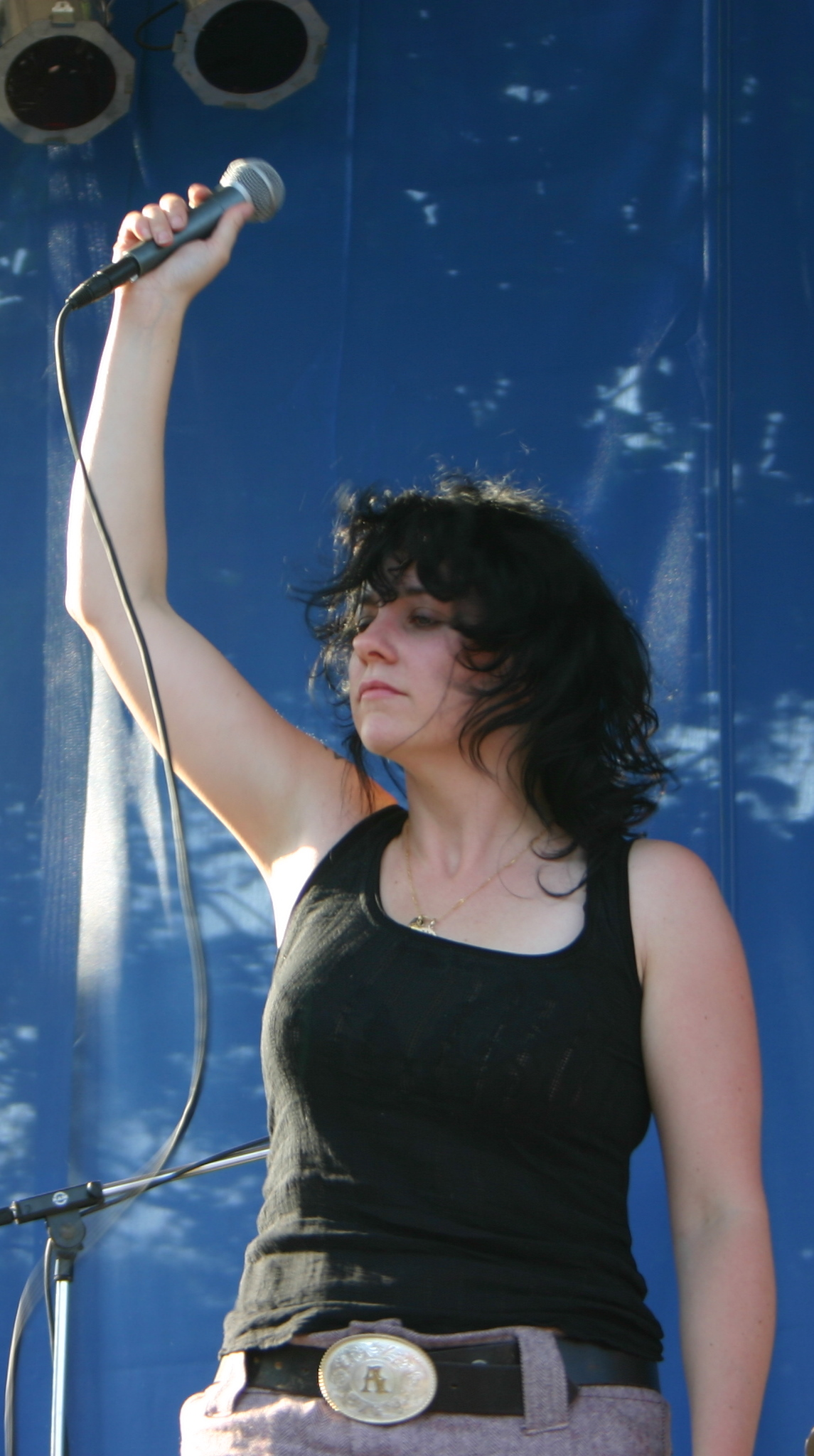
Amy Millan canta na faixa "Divinity", do álbum Worlds de Robinson.

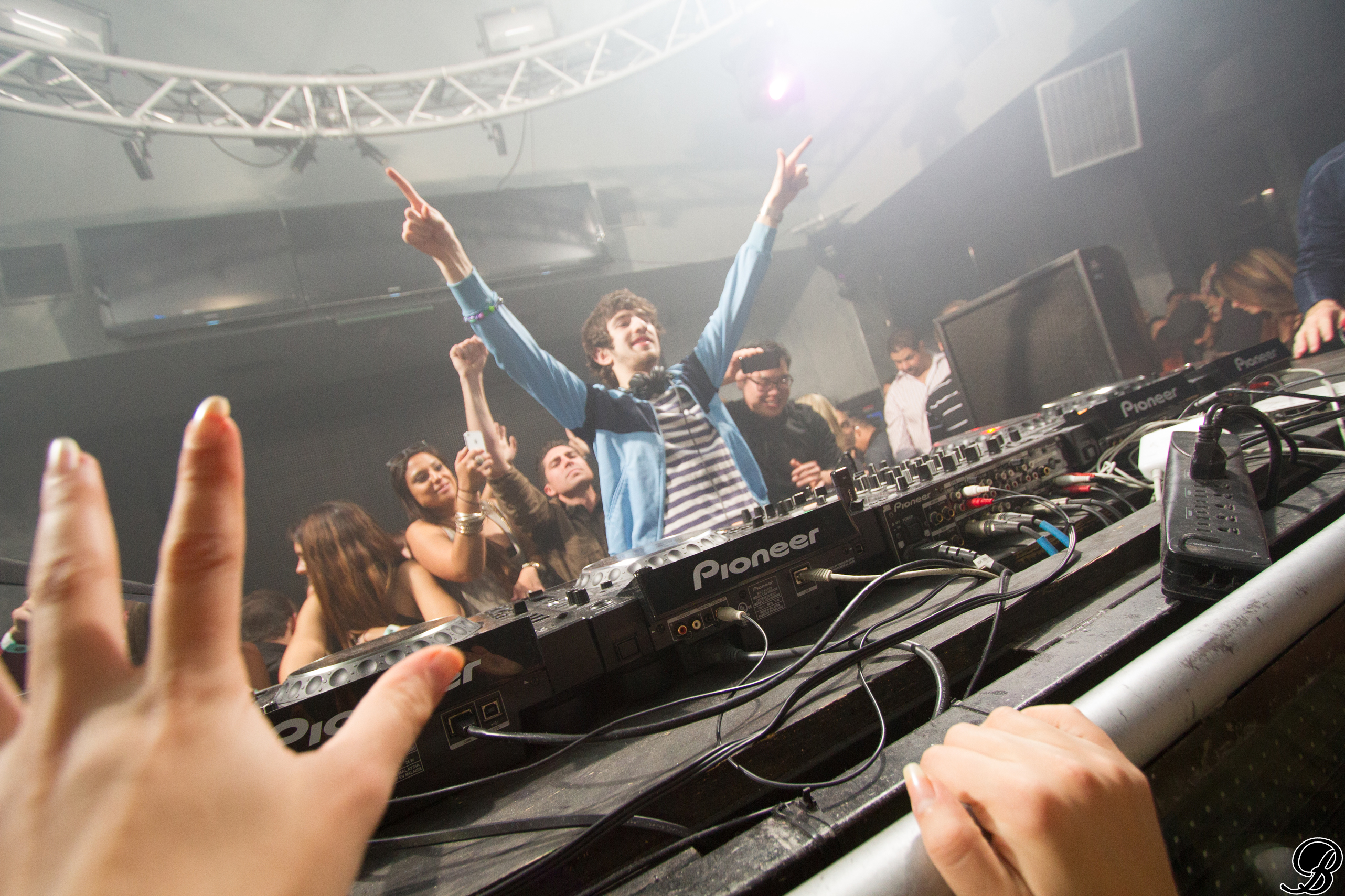
Mat Zo e Porter Robinson produziram "Easy", do álbum do primeiro, Damage Control.

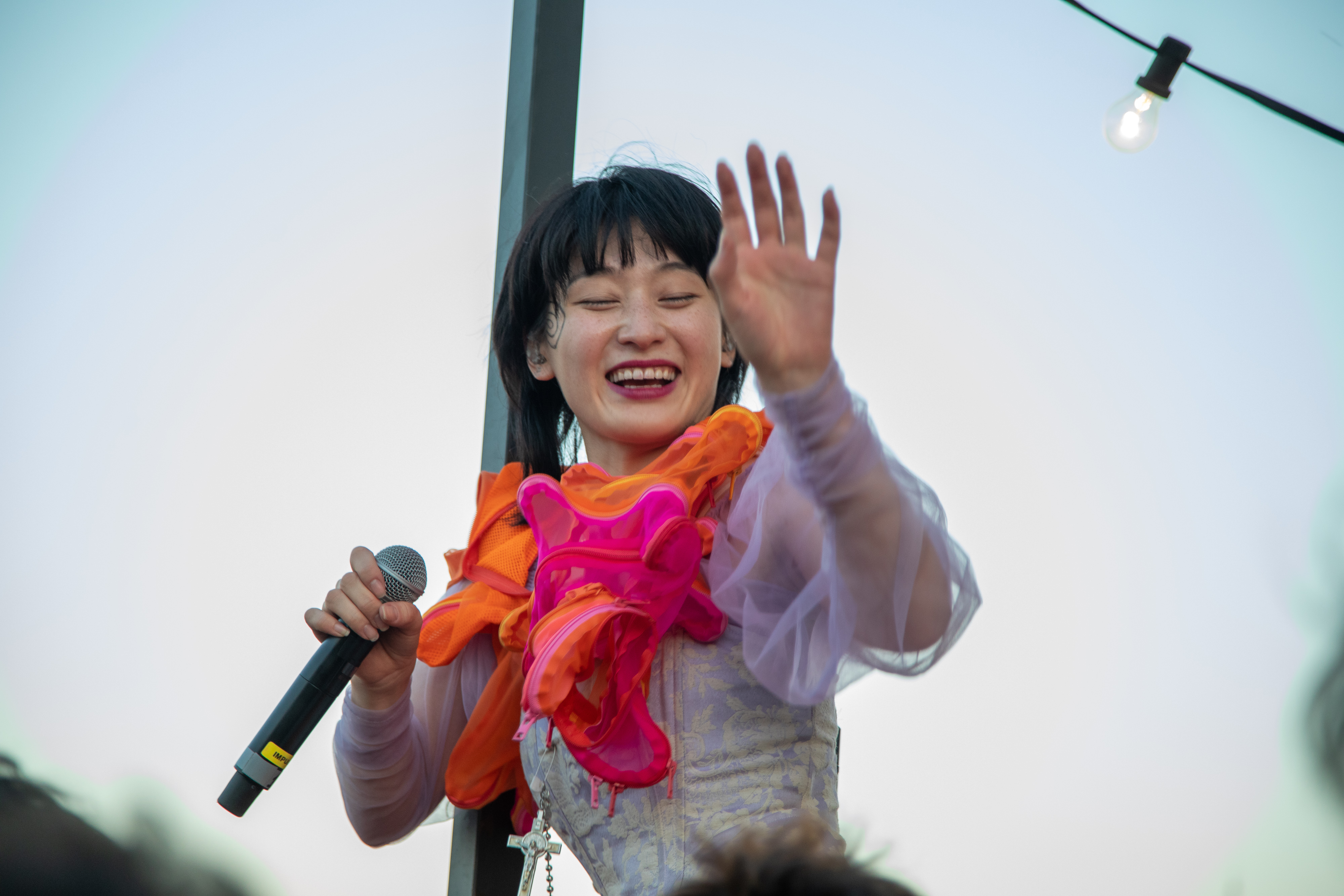
A banda Wednesday Campanella participa da faixa bônus de Nurture "Fullmoon Lullaby".

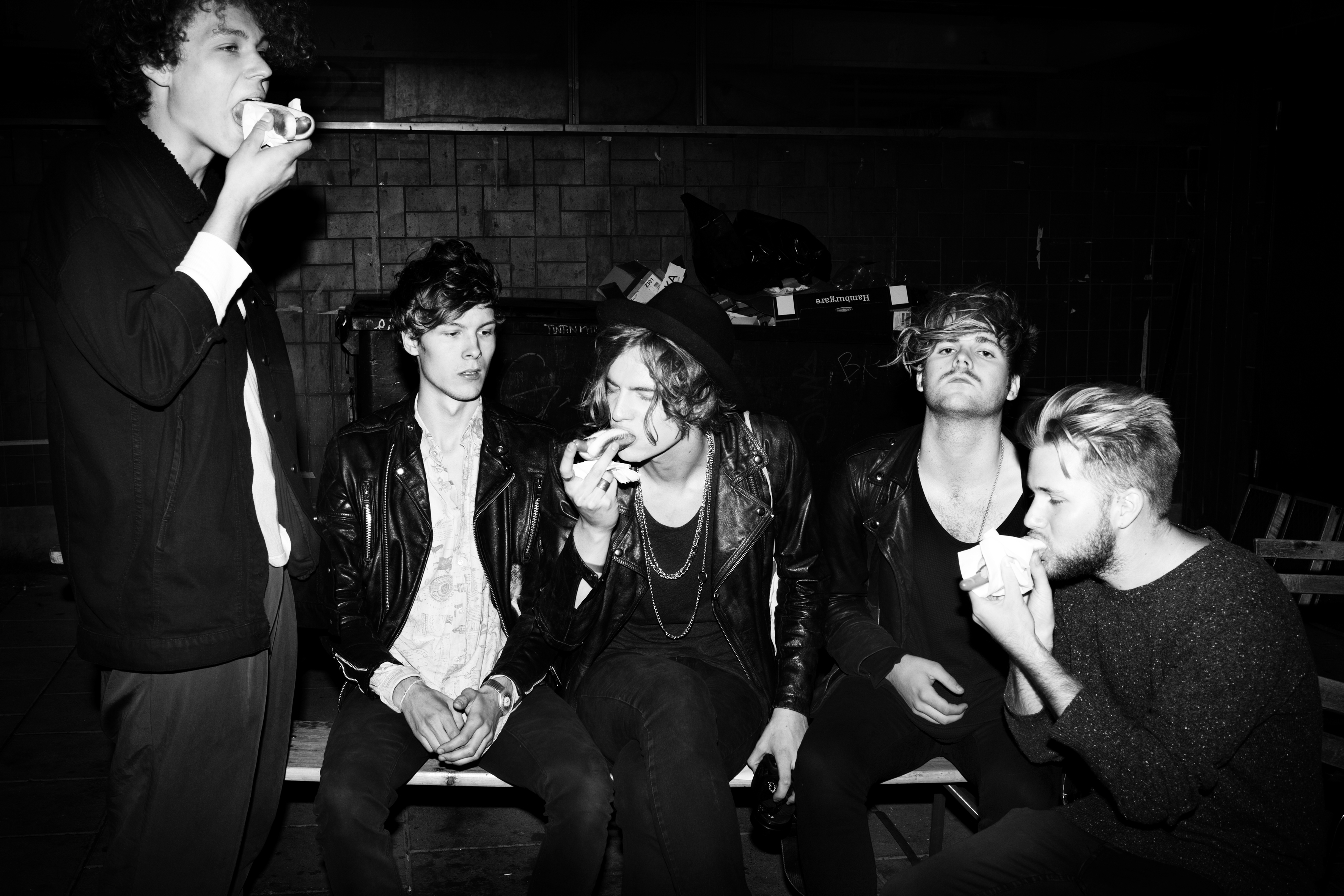
"Lionhearted", de Worlds, conta com a participação da banda Urban Cone.

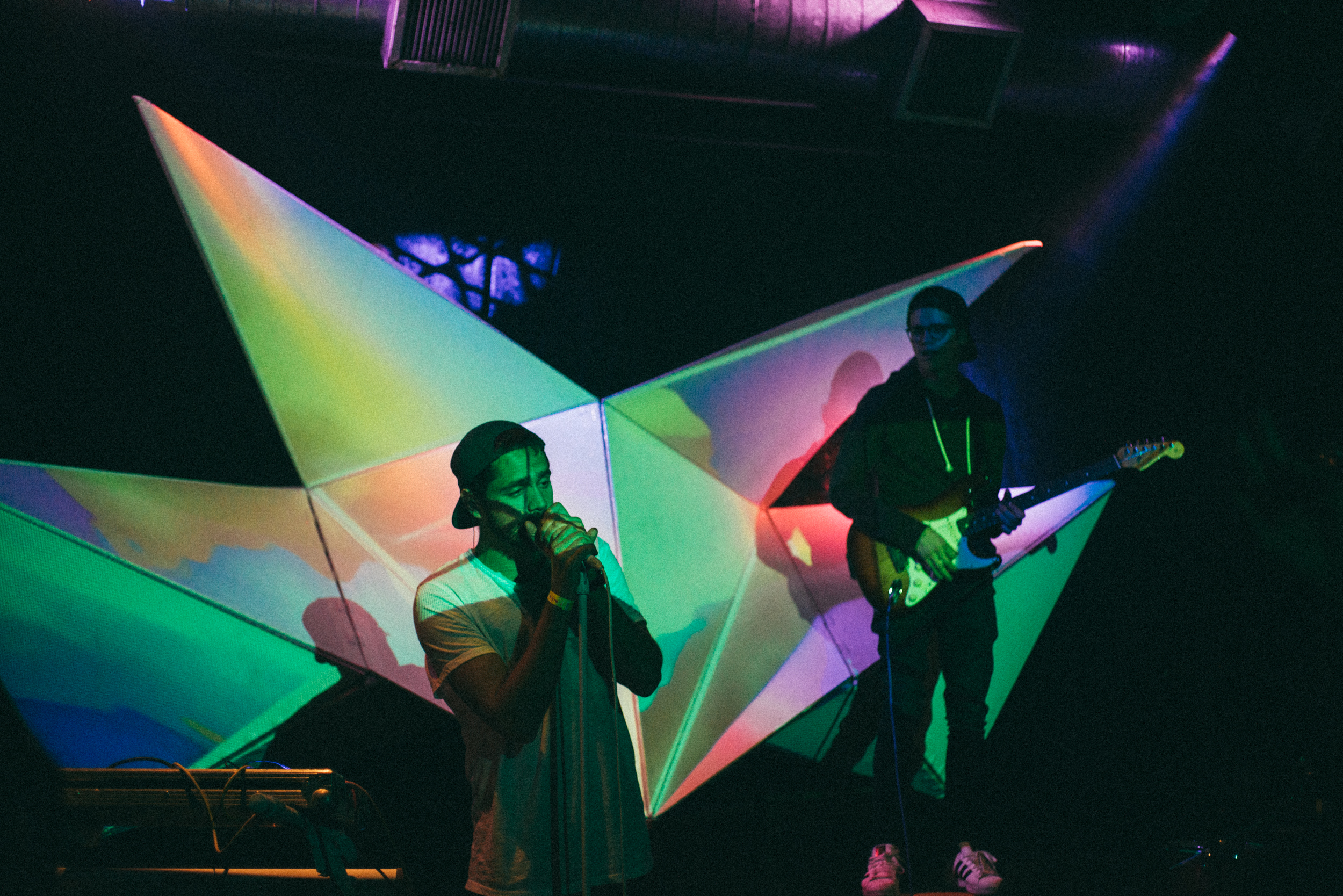
Lemaitre, banda norueguesa, participa de "Polygon Dust", de Worlds.

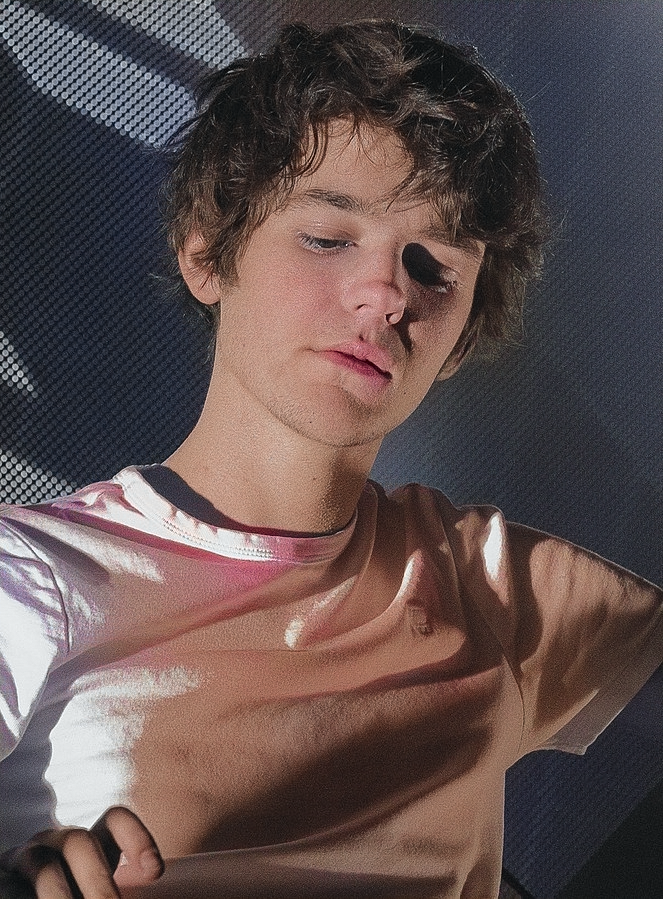
Porter Robinson e Madeon colaboraram para o single "Shelter".

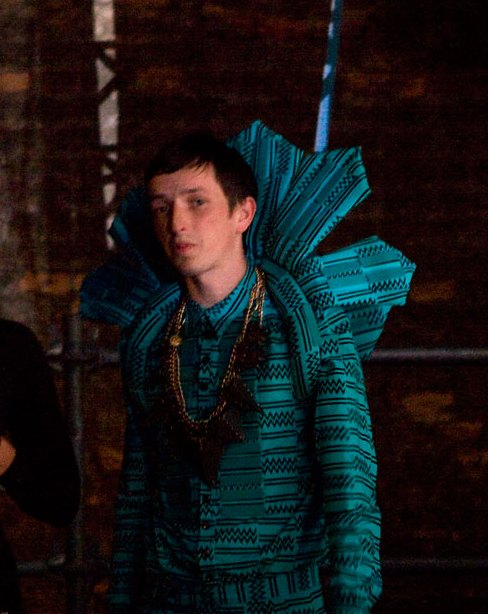
Totally Enourmous Extinct Dinosaurs participou do single "Unfold", de Nurture.

|  | Indica música lançada como single |

| Canção                                                                       | Álbum          | Escritores | Ano  | Ref.   |
| ---------------------------------------------------------------------------- | -------------- | --- | ---- | ------ |
| "100% In The Bitch"                                                          | Spitfire       | Porter Robinson                                                                                               | 2011 | [ 3 ]  |
| "A.I.ngel (Become God)" (como Virtual Self)                                  | Virtual Self   | Porter Robinson                                                                                               | 2017 | [ 4 ]  |
| "Angel Voices" (como Virtual Self)                                           | —              | Porter Robinson                                                                                               | 2018 | [ 5 ]  |
| "Blossom"                                                                    | Nurture        | Porter Robinson                                                                                               | 2021 | [ 6 ]  |
| "Circle Game (ANOHANA Ver.)" (com Galileo Galilei)                           | —              | Yūki Ozaki | 2023 | [ 7 ]  |
| "Divinity" (com vocais de Amy Millan)                                        | Worlds         | Porter Robinson Amy Millan                                                                                    | 2014 | [ 8 ]  |
| "Do-re-mi-fa-so-la-ti-do"                                                    | Nurture        | Porter Robinson                                                                                               | 2021 | [ 6 ]  |
| "Dullscythe"                                                                 | Nurture        | Porter Robinson                                                                                               | 2021 | [ 6 ]  |
| "Easy" (com Mat Zo)                                                          | Damage Control | Tommy Musto Porter Robinson Mike Rogers Matan Zohar                                                           | 2013 | [ 9 ]  |
| "Eon Break" (como Virtual Self)                                              | Virtual Self   | Porter Robinson                                                                                               | 2017 | [ 4 ]  |
| "Everything Goes On" (com League of Legends)                                 | —              | Brendon Williams Fredrik Johansson Hige Driver Porter Robinson                                                | 2022 | [ 10 ] |
| "Fellow Feeling"                                                             | Worlds         | Porter Robinson                                                                                               | 2021 | [ 6 ]  |
| "Flicker"                                                                    | Worlds         | Porter Robinson                                                                                               | 2014 | [ 8 ]  |
| "Fresh Static Snow"                                                          | Worlds         | Porter Robinson                                                                                               | 2014 | [ 8 ]  |
| "Fullmoon Lullaby" (com Wednesday Campanella)                                | Nurture        | Porter Robinson                                                                                               | 2021 | [ d ]  |
| "Get Your Wish"                                                              | Nurture        | Porter Robinson                                                                                               | 2020 | [ 6 ]  |
| "Ghost Voices" (como Virtual Self)                                           | Virtual Self   | Porter Robinson                                                                                               | 2017 | [ 4 ]  |
| "Goodbye to a World"                                                         | Worlds         | Porter Robinson                                                                                               | 2014 | [ 8 ]  |
| "Hear the Bells" (com Imaginary Cities)                                      | Worlds         | Marti Sarbit Porter Robinson Rusty Matyas                                                                     | 2014 | [ 8 ]  |
| "Hello" (com Sue Cho e vocais de Lazy Rich)                                  | —              | Porter Robinson Richard Billis                                                                                | 2010 | [ 12 ] |
| "Humansongs" (como Po-uta)                                                   | —              | Porter Robinson                                                                                               | 2023 | [ 13 ] |
| "I'm On Fire"                                                                | —              | Porter Robinson                                                                                               | 2012 | [ 14 ] |
| "Key" (como Virtual Self)                                                    | Virtual Self   | Porter Robinson                                                                                               | 2017 | [ 4 ]  |
| "Language"                                                                   | —              | Heater Bright Porter Robinson                                                                                 | 2012 | [ 15 ] |
| "Lifelike"                                                                   | Nurture        | Porter Robinson                                                                                               | 2021 | [ 6 ]  |
| "Lionhearted" (com Urban Cone)                                               | Worlds         | Andrew Coenen Benjamin Swardlick Emil Anders Gustafsson Eric Luttrell Karl Erik Rasmus Flyckt Porter Robinson | 2014 | [ 8 ]  |
| "Look at the Sky"                                                            | Nurture        | Porter Robinson                                                                                               | 2021 | [ 6 ]  |
| "Mirror"                                                                     | Nurture        | Porter Robinson                                                                                               | 2020 | [ 6 ]  |
| "Mother"                                                                     | Nurture        | Porter Robinson                                                                                               | 2021 | [ 6 ]  |
| "Musician"                                                                   | Nurture        | Gus Lobban Porter Robinson Sarah Midori Perry                                                                 | 2021 | [ 6 ]  |
| "Natural Light"                                                              | Worlds         | Porter Robinson                                                                                               | 2014 | [ 8 ]  |
| "Particle Arts" (como Virtual Self)                                          | Virtual Self   | Porter Robinson                                                                                               | 2017 | [ 4 ]  |
| "Polygon Dust" (com Lemaitre)                                                | Worlds         | Ketil Jansen Porter Robinson Ulrik Denizou Lund                                                               | 2014 | [ 8 ]  |
| "Sad Machine"                                                                | Worlds         | Porter Robinson                                                                                               | 2014 | [ 8 ]  |
| "Say My Name"                                                                | —              | Porter Robinson                                                                                               | 2010 | [ 16 ] |
| "Sea of Voices"                                                              | Worlds         | Breanne Düren Porter Robinson                                                                                 | 2014 | [ 8 ]  |
| "The Seconds" (com vocais de Jano)                                           | Spitfire       | Porter Robinson                                                                                               | 2011 | [ 3 ]  |
| "Shelter" (com Madeon)                                                       | —              | Hugo Leclercq Porter Robinson                                                                                 | 2016 | [ 17 ] |
| "Shepherdess"                                                                | —              | Porter Robinson                                                                                               | 2014 | [ e ]  |
| "Something Comforting"                                                       | Nurture        | Porter Robinson                                                                                               | 2020 | [ 6 ]  |
| "Spitfire"                                                                   | Spitfire       | Porter Robinson                                                                                               | 2011 | [ 3 ]  |
| "Still Here (With The Ones That I Came With)" (com Skrillex e Bibi Bourelly) | Quest for Fire | Sonny Moore Porter Robinson Bibi Bourelly Sheri Nowrozi Leven Kali                                            | 2023 | [ 19 ] |
| "The State"                                                                  | Spitfire       | Porter Robinson                                                                                               | 2011 | [ 3 ]  |
| "Sweet Time"                                                                 | Nurture        | Porter Robinson                                                                                               | 2021 | [ 6 ]  |
| "Trying to Feel Alive"                                                       | Nurture        | Porter Robinson                                                                                               | 2021 | [ 6 ]  |
| "Unfold" (com Totally Enormous Extinct Dinosaurs)                            | Nurture        | Orlando Higginbottom Porter Robinson                                                                          | 2021 | [ 6 ]  |
| "Unison"                                                                     | Spitfire       | Rob Swire Gareth McGrillen                                                                                    | 2011 | [ 3 ]  |
| "Vandalism"                                                                  | Spitfire       | Porter Robinson                                                                                               | 2011 | [ 3 ]  |
| "The Wildcat"                                                                | —              | Porter Robinson                                                                                               | 2011 | [ 20 ] |
| "Wind Tempos"                                                                | Nurture        | Porter Robinson                                                                                               | 2021 | [ 6 ]  |
| "Years of War"                                                               | Worlds         | Breanne Düren Porter Robinson Sean Caskey                                                                     | 2014 | [ 8 ]  |